# Bigarello
Bigarello – miejscowość i gmina we Włoszech, w regionie Lombardia, w prowincji Mantua.
Według danych na rok 2004 gminę zamieszkiwało 1625 osób, 62,5 os./km².